# Rhopalozetes milloti
Rhopalozetes milloti är en kvalsterart som beskrevs av Balogh 1962. Rhopalozetes milloti ingår i släktet Rhopalozetes och familjen Microzetidae. Inga underarter finns listade i Catalogue of Life.